# Liczba Archimedesa
Liczba Archimedesa jest jedną z liczb podobieństwa. Jej nazwa wzięła się od starożytnego greckiego matematyka – Archimedesa.
Liczba ta charakteryzuje stosunek sił wyporu do sił lepkości. Wykorzystuje się ją głównie w problemach z zakresu opadania cząstek. Liczbę tę definiuje się wzorem:
{\displaystyle \mathrm {Ar} ={\frac {gL^{3}\rho _{l}(\rho _{s}-\rho _{l})}{\mu ^{2}}}={\frac {gL^{3}(\rho _{s}-\rho _{l})}{\rho _{l}\nu ^{2}}},}
gdzie:
- {\displaystyle g} – przyspieszenie ziemskie,
- {\displaystyle L} – wymiar charakterystyczny,
- {\displaystyle \rho _{l}} – gęstość płynu,
- {\displaystyle \rho _{s}} – gęstość ciała,
- {\displaystyle \mu } – dynamiczna lepkość płynu,
- {\displaystyle \nu } – kinematyczna lepkość płynu.

Wartość liczby Archimedesa charakteryzuje rodzaj ruchu opadającej w płynie cząstki:
- zakres laminarny (Stokesa) – {\displaystyle 1{,}80\cdot 10^{-3}<\mathrm {Ar} <7{,}20,}
- zakres przejściowy (Allena) – {\displaystyle 7{,}20<\mathrm {Ar} <3{,}30\cdot 10^{5},}
- zakres burzliwy (Newtona) – {\displaystyle 3{,}30\cdot 10^{5}<\mathrm {Ar} <8{,}25\cdot 10^{10}.}